# Calycomyza mystica
Calycomyza mystica är en tvåvingeart som beskrevs av Martinez 1992. Calycomyza mystica ingår i släktet Calycomyza och familjen minerarflugor.
Artens utbredningsområde är Guadeloupe. Inga underarter finns listade i Catalogue of Life.